# 巴塞爾計劃
巴塞爾計劃（英語：Basel Program）為1897年第一屆錫安主義大會所發表之「巴塞爾宣言」中，有關未來錫安主義運動的行動綱領。此一文件之精神具體展現在1917年英國政府所提出的《貝爾福宣言》，成為英國協助錫安主義運動的重要依據。在以色列建國後，巴塞爾計劃為1951年通過的《耶路撒冷計劃》所取代。

## 1897年巴塞爾計劃
第一屆錫安主義大會所通過之巴塞爾計劃內容如下：

錫安主義旨在於巴勒斯坦建立一受到公共及法律保證的猶太人民家園。為達此一目的，大會認為以下方式將有所助益：
1. 鼓勵猶太農、工、商從業人員於巴勒斯坦定居。
2. 根據各國法律，建立由當地性或一般性團體組成的全猶太人聯盟。
3. 強化猶太感受及認知。
4. 為達成錫安主義目標所需，獲得各個政府援助之準備步驟。